# Ann Northrop
Ann Northrop (Hartford, 1948) é jornalista e ativista, e atual co-apresentadora do Gay USA, programa telejornalístico dos Estados Unidos.

## Primeiros anos
Nascida em Hartford, capital de Connecticut, Northrop é natural da cidade natal de sua mãe, Windsor. O pai de Northrop era executivo da companhia aérea United Airlines, e a família se mudava com frequência, então ela passou a maior parte de sua juventude nas áreas ao redor de Hartford, Washington, DC, Boston, Denver e Chicago. Northrop descreve sua casa de infância como sendo "muito republicana".
Quando Northrop saiu de casa para cursar a faculdade em 1966, ela se considerou doutrinada em um ponto de vista conservador. A faculdade provou ser transformadora para Northrop, que disse: "Sou uma dessas convertidas muito perigosas – alguém que descobriu um ponto de vista radical e esquerdista no final da adolescência e, de certa forma, trilhou esse caminho, ideologicamente, desde então." Northrop se formou no Vassar College em 1970, onde foi fundamental para que Gloria Steinem fosse a oradora da formatura, durante a qual Steinem citou o cofundador do Partido dos Panteras Negras, Huey Newton.

## Carreira
Após a faculdade, Northrop trabalhou para o National Journal em Washington, D.C. Ela relatou sobre todos os ramos do governo federal, que incluíam a Casa Branca, o Congresso e a Suprema Corte. Depois de um ano e meio, Northrop mudou-se para a cidade de Nova Iorque, onde trabalhou para a WCBS-TV em um programa chamado Woman.
Após o fim de Woman, Northrop trabalhou nas operações da WCBS-TV, foi assistente de produção freelancer para a ABC Sports, escreveu para uma coluna de jornal nacionalmente distribuída, bem como para a revista Ms. e outras publicações, como o Ladies' Home Journal. Northrop atuou como representante de Nova Iorque em um estudo com milhares de casais heterossexuais e gays, conduzido pelos Drs. Pepper Schwartz e Philip Blumstein, intitulado "Casais Americanos: Dinheiro-Trabalho-Sexo".
Northrop retornou à produção regular de televisão em 1981 como escritora e produtora do programa Good Morning America, da ABC. Ela foi então recrutada por George Merlis para a CBS News em 1982. Por cinco anos, Northrop foi produtora do CBS Morning News, planejando, coordenando e executando o programa diariamente. Ela trabalhou com os apresentadores do programa, incluindo Diane Sawyer, Bill Kurtis, Forrest Sawyer, Maria Shriver, Phyllis George, Charlie Rose e Meredith Vieira.
Em 1987, Northrop renunciou ao seu cargo na CBS, buscando uma mudança. Ela escolheu se tornar uma educadora em AIDS e homossexualidade para o Instituto Hetrick-Martin para Jovens Lésbicas e Gays da cidade de Nova Iorque, onde trabalhou por quatro anos.
Em 1992, Northrop era a única pessoa abertamente lésbica ou gay na delegação de Nova Iorque à Convenção Nacional Democrata. Ela foi membro do conselho dos Jogos Gays por quatro anos. Ela atua no conselho consultivo do Instituto de Estudos Estratégicos Gays e Lésbicos, um think tank gay que ela ajudou a fundar. Northrop também ajudou a fundar a Associação de Ex-Alunas Lésbicas e Gays do Vassar College.
Northrop foi colunista da QW, uma revista gay de Nova Iorque de curta duração, e da LGNY, um jornal gay de Nova Iorque, de 1994 a 1998. Northrop também foi regularmente destaque na Dyke TV, um programa de televisão transmitido nacionalmente dedicado a notícias, artes e cultura de uma perspectiva lésbica, em uma seção de comentários políticos chamada Ann Northrop Mouths Off, aparecendo pela primeira vez no programa em junho de 1993.
Em 1996, Northrop tornou-se co-apresentadora do programa telejornalístico Gay USA. Ela e seu colega âncora Andy Humm apresentam notícias "(...) dedicadas à cobertura aprofundada de questões gays, lésbicas, bissexuais e transgêneros"  em nível local, nacional e internacional.

## Ativista
Northrop foi uma manifestante contra a Guerra do Vietnã e se envolveu com o movimento feminista em desenvolvimento no final dos anos 1960 e início dos anos 1970.
Quando Northrop se tornou educadora em assuntos relacionados a AIDS e homossexualidade, ela "(...) percebeu que as questões eram as mesmas que a haviam engajado como ativista contra a Guerra do Vietnã e a favor do movimento feminista". Em fevereiro de 1988, Northrop juntou-se à Coalizão da AIDS para Liberar o Poder na cidade de Nova Iorque, conhecida como ACT UP/Nova Iorque. Ela foi presa cerca de duas dúzias de vezes por desobediência civil enquanto participava das manifestações de ação direta do grupo.
Em dezembro de 1989, Northrop participou do protesto "Stop the Church" da ACT UP na Catedral de São Patrício, na cidade de Nova Iorque, deitando-se no corredor central. Durante a ação, mais de 4 500 ativistas interromperam a missa dominical para protestar contra a oposição da Igreja Católica à prevenção da AIDS, como distribuição de preservativos e educação sexual. O documentário How to Survive a Plague mostra parte dessa ação. Ela, junto com outros 110 manifestantes, foi presa. Northrop foi posteriormente condenada por quatro acusações de contravenção. Ela descreveu estar na catedral no podcast LGBTQ&A e disse: "Aconteceu de eu ser a última pessoa a ser carregada, e naquela altura, tudo já tinha se acalmado e estava em silêncio. Então comecei a dizer — e ecoava pela catedral — 'Estamos lutando por suas vidas também. Estamos lutando por suas vidas também', o que eu esperava que fosse eficaz. Talvez sim, talvez não... Gosto de dizer que cheguei em casa para assistir ao segundo tempo do jogo Giants/Broncos."
A Northrop também treinou outros ativistas sobre como interagir com a mídia e os repórteres.

## Vida pessoal
Northrop se assumiu lésbica quando tinha cerca de 28 anos, trabalhando para a revista Ms., e conheceu uma mulher por quem se apaixonou, Lynda. Northrop e Lynda ficaram juntos por 17 anos e criaram os dois filhos de Lynda de um casamento anterior.